# Haliptilon
Haliptilon (Decaisne) Lindley, 1846  é o nome botânico  de um gênero de algas vermelhas marinhas, pluricelulares, da família Corallinaceae, subfamília Corallinoideae.

## Espécies
Atualmente apresenta 10 espécies taxonomicamente válidas, entre elas:
- Haliptilon abietina (Lamarck) Garbary & H.W. Johansen, 1982
- Lista de espécies do gênero Haliptilon